# Иерусалимский лес

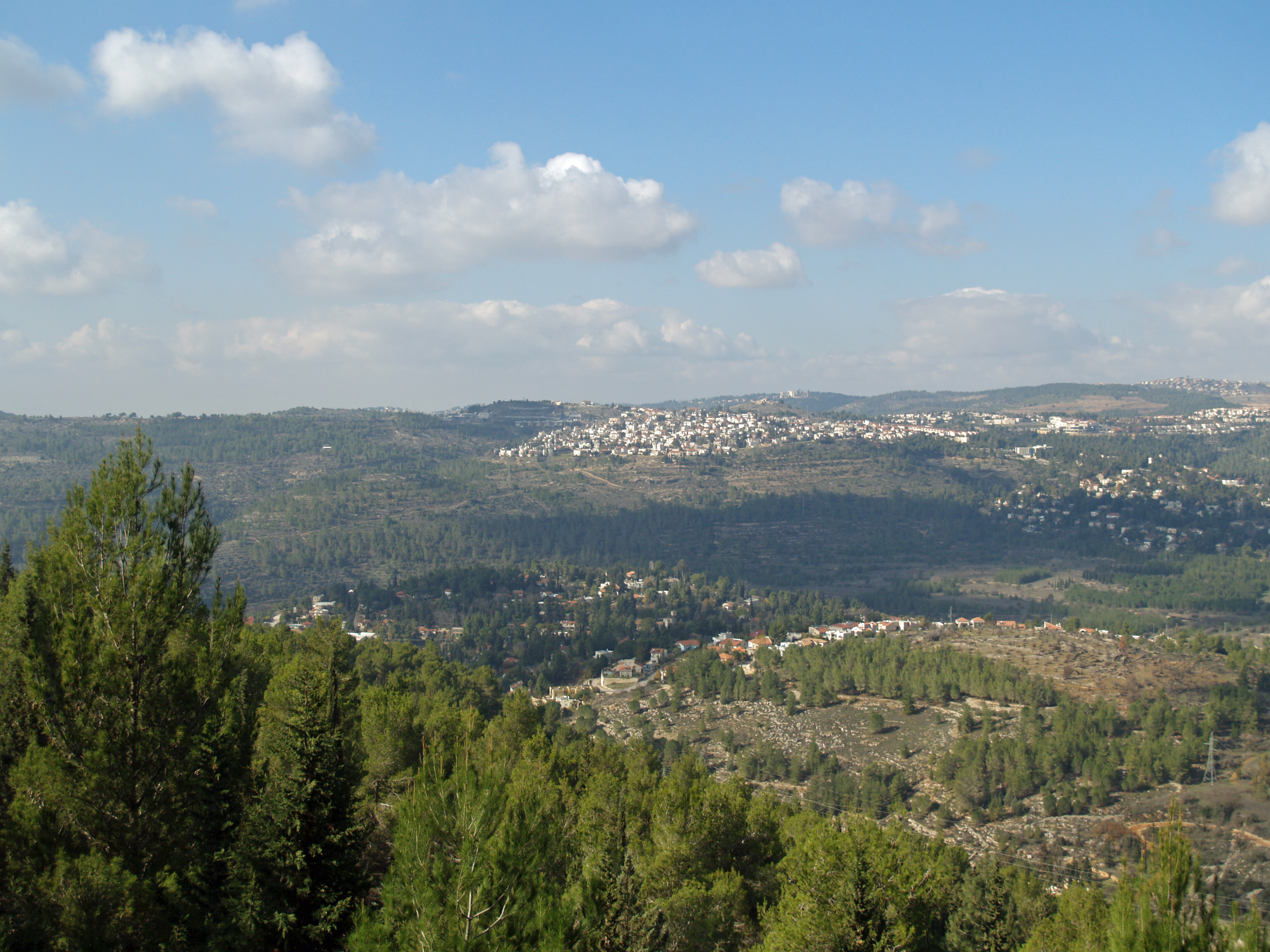
Вид на Иерусалимский лес со стороны Яд ва-Шема

Иерусалимский лес (ивр. יער ירושלים‎) — муниципальный сосновый лес, расположенный на Иудейских горах на окраине Иерусалима. Он окружён такими районами, как Бейт-ха-Керем, Йефе-Ноф, Эйн-Керем, Хар-Ноф, Гиват-Шауль и мошавом Бейт-Заит. Лес был посажен в 1950-е годы Еврейским национальным фондом, финансируемым частными лицами.

## История

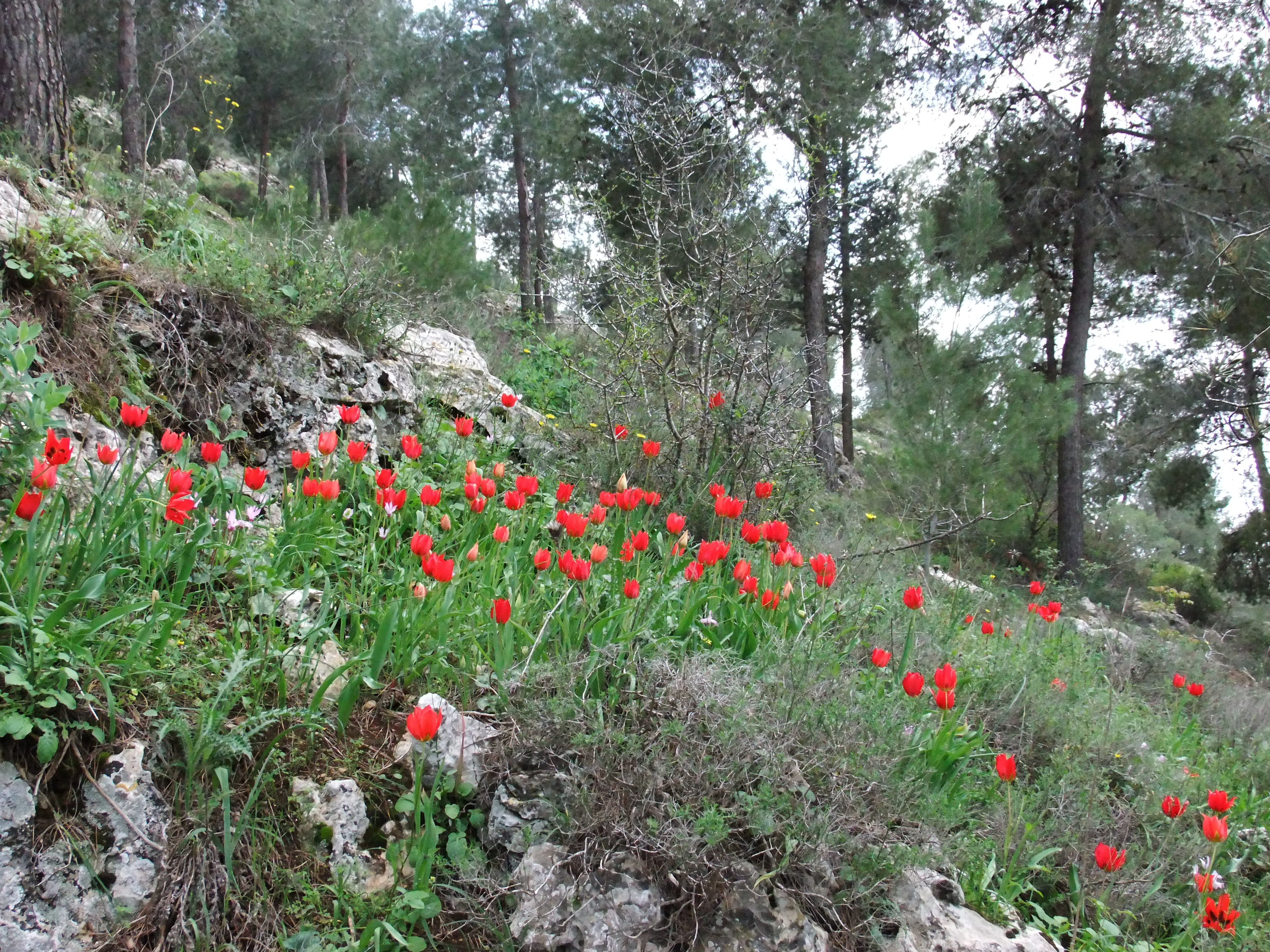
Иерусалимский лес в 2011 году

В первые годы существования государства Израиль Еврейский национальный фонд посадил тысячи деревьев вдоль западной окраины Иерусалима, создав зелёный пояс.
Первое дерево Иерусалимского леса было посажено в 1956 году вторым президентом Израиля Ицхаком Беном-Цви. На пике своего развития площадь леса составляла 4700 дунамов. С годами территория леса сократилась из-за расширения города, и теперь он занимает всего 1250 дунамов.
Яд ва-Шем, музей Холокоста, расположен в Иерусалимском лесу на склоне горы Герцля. Посреди леса, между Яд ва-Шемом и Эйн-Керем, находится молодёжный хостел «Мерказ Циппори». В этом же кампусе расположен офис «Института Адама за демократию и мир» — израильской некоммерческой организации, которая проводит образовательные программы, способствующие терпимости и сосуществованию.
Лес служит убежищем для дикой природы; в нём обитают стаи шакалов.

## Усилия по сохранению
Проекты Иерусалимского муниципалитета, такие как Иерусалимское шоссе номер 16, угрожают дальнейшему существованию леса, что вызывает беспокойство у экологических организаций и жителей Иерусалима, особенно тех, кто живёт по соседству. В конце 1990-х годов экологические организации и жители города объединились, чтобы бороться за будущее леса и его защиту.